# Пфаффенайм
Пфаффена́йм (фр. Pfaffenheim) — коммуна на северо-востоке Франции в регионе Гранд-Эст (бывший Эльзас — Шампань — Арденны — Лотарингия), департамент Верхний Рейн, округ Тан — Гебвиллер, кантон Вендзенем. До марта 2015 года коммуна административно входила в состав упразднённого кантона Руффак (округ Гебвиллер).

## Географическое положение
Коммуна расположена в 25 км от немецкой и в 55 км от швейцарской границ. Её территория граничит с коммунами Озенбак, Руффак, Оберергайм, Губершвир, Вестальтан, Озенбак, Вассербург, Сульцбак-ле-Бэн и Атстат. Код INSEE — 68255.
Площадь коммуны — 14,57 км², население — 1305 человек (2006) с тенденцией к росту: 1319 человек (2012), плотность населения — 90,5 чел/км².

## Население
По данным переписи населения 2011 года население Пфаффенайма составляло 1324 человек (из них 49,8 % мужчин и 50,2 % женщин). Доля лиц старше 60 лет — 23 %. 57,6 % населения — женаты, 30,9 % — холосты. 77,6 % людей города работают (22,4 % — студенты, пенсионеры и другие). Безработица — 4,7 %.
Средний декларируемый годовой доход в коммуне: 29433 евро. 49,0 % населения заняты в сфере сельского хозяйства, 4,2 % — в индустрии, 44,1 % — в сфере услуг.
Численность населения коммуны в 2011 году составляла 1324 человека, а в 2012 году — 1319 человек.
| 1962 | 1968 | 1975 | 1982 | 1990 | 1999 | 2005 | 2006 | 2008 | 2010 | 2011 | 2012 |
| ---- | ---- | ---- | ---- | ---- | ---- | ---- | ---- | ---- | ---- | ---- | ---- |
| 1031 | 1007 | 1103 | 1087 | 1130 | 1186 | 1307 | 1305 | 1333 | 1327 | 1324 | 1319 |

Динамика населения:
Динамика населения согласно INSEE:
| Население города в XIX—XXI веках |
| -------------------------------- |
|                                  |

## Экономика
Пфаффенайм — одна из коммун, в которой производится белое вино Альзас Гран Крю Штейнерт (или просто Штейнерт), находящееся под контролем подлинности происхождения.
В 2010 году из 852 человек трудоспособного возраста (от 15 до 64 лет) 661 были экономически активными, 191 — неактивными (показатель активности 77,6 %, в 1999 году — 73,1 %). Из 661 активных трудоспособных жителей работали 630 человек (329 мужчин и 301 женщина), 31 числились безработными (16 мужчин и 15 женщин). Среди 191 трудоспособных неактивных граждан 47 были учениками либо студентами, 96 — пенсионерами, а ещё 48 — были неактивны в силу других причин.
На протяжении 2011 года в коммуне числилось 574 облагаемых налогом домохозяйства, в которых проживало 1309,5 человек. При этом медиана доходов составила 23300 евро на одного налогоплательщика.

## Достопримечательности (фотогалерея)
- Церковь Сен-Мартен
- Часовня
- Фонтан
- Здание мэрии